# 시치노헤정
시치노헤정(일본어: 七戸町 시치노헤마치[*])은 일본 핫코다산 동쪽에 있는 아오모리현 가미키타군의 정이다.

## 지리
핫코다산 동쪽에 위치한다. 동쪽으로 도호쿠정, 남쪽으로 도와다시, 서쪽으로 아오모리시와 접한다.

## 역사
- 1902년 9월 1일 - 정으로 승격하였다.
- 2005년 3월 31일 - 구 시치노헤정과 덴마바야시촌이 합병해 새로운 시치노헤정이 탄생하였다.

## 교통

### 철도
- 동일본 여객철도 도호쿠 신칸센

### 도로
- 국도 4호선
- 국도 394호선

## 인구
| 연도 | 인구   | ±%     |
| ---- | ------ | ------ |
| 1920 | 15,044 | —      |
| 1930 | 17,059 | +13.4% |
| 1940 | 20,015 | +17.3% |
| 1950 | 27,036 | +35.1% |
| 1960 | 28,752 | +6.3%  |
| 1970 | 23,974 | −16.6% |
| 1980 | 22,707 | −5.3%  |
| 1990 | 21,237 | −6.5%  |
| 2000 | 19,357 | −8.9%  |
| 2010 | 16,763 | −13.4% |

## 자매 도시
- 대한민국 경상남도 하동군